# Hank Williams, Jr.
Pour les articles homonymes, voir Hank Williams (homonymie) et Williams.
Randall Hank Williams, plus communément appelé Hank Williams Jr., né le 26 mai 1949 à Shreveport, est un artiste de rock sudiste et country américain. Il est le fils du pionnier de la musique country Hank Williams, et père de Hank III et Holly Williams. Sa sonorité est souvent comparée au rock sudiste ou au country rock.
Il est notamment l'auteur des morceaux « In bed with Annette », dans lequel il rend hommage à son amour de jeunesse, et de « Funky GCC » où il fustige la politique extérieure américaine de l'époque.

## Début de carrière
Né à Shreveport en Louisiane, et connu sous le surnom de Bocephus, il est élevé par sa mère Audrey après la mort de son père en 1953. Enfant, il reçoit des leçons de piano de Jerry Lee Lewis, ainsi que de guitare. Le début de sa carrière est guidé, certains disent totalement dominé, par sa mère Audrey, dont beaucoup disent qu'elle contribua puissamment au succès de son père Hank Williams. Audrey, de bien des manières, veut tout simplement que le jeune Hank devienne la copie de son père, à tel point qu'elle lui fait adopter les mêmes habits et la même façon de chanter.

## Changement musical
Bien qu'il connaisse un grand succès en tant que « clone » de Hank Williams dans les années 1960 et 1970, il décide de se débarrasser de l'emprise de sa mère et de poursuivre ses propres goûts et choix musicaux.
Au milieu des années 1970, Hank Williams Jr. trouve sa voie musicale, qui fera de lui une superstar : un mélange de country traditionnelle et d'une touche de rock sudiste et de blues. Durant l'enregistrement de plusieurs hits à la radio, Williams commence à abuser de la drogue et de l'alcool, et tente même de se suicider en 1974. Il déménage en Alabama, et commence à composer avec des musiciens de rock sudiste tels que Toy Caldwell, The Marshall Tucker Band, et Charlie Daniel's.

## Discographie
| - Your Cheatin' Heart (1964) - Connie Francis and Hank Williams, Jr. Sing Great Country Favorites (1964) - Ballads of the Hills and Plains (1965) - Blues My Name (1965) - A Time to Sing (1967) - Songs My Father Left Me (1969) - Luke the Drifter, Jr. Vol. 2 (1969) - Live at Cobo Hall (1969) - After You, Pride's Not Hard to Swallow (1973) - Hank Williams, Jr. and Friends (1975) - Family Tradition (1979) | - Whiskey Bent and Hell Bound (1979) - Habits Old and New (1980) - Rowdy (1981) - The Pressure Is On (1981) - High Notes (1982) - Strong Stuff (1983) - Man of Steel (1983) - Major Moves (1984) - Five-O (1985) - Montana Cafe (1986) - Hank Live (1987) - Born to Boogie (1987) | - Wild Streak (1988) - Lone Wolf (1990) - Tear In My Bear" (1989-Originally composed by Hank William) - Pure Hank (1991) - Maverick (1992) - Out of Left Field (1993) - Hog Wild (1995) - A.K.A. Wham Bam Sam (1996) - Three Hanks: Men with Broken Hearts (1996) - Stormy (1999) - The Almeria Club Recordings (2002) - I'm One of You (2003) - 127 Rose Avenue (2009) - Old School New Rules (2012) |